# 크리스티안 푸흐스
크리스티안 푸흐스 (Christian Fuchs, 1986년 4월 7일 ~)는 현재 미국 메이저 리그 사커의 샬럿 FC의 수석 코치를 맡고 있는 오스트리아의 전직 축구 선수이자 현 축구 지도자로 현역 시절 풀백으로 활약했으며 숏패스와 프리킥 능력을 가지고 있었다.

## 클럽 경력
푸흐스는 UEFA 유로 2008이 끝난 뒤, 독일 분데스리가의 VfL 보훔으로 이적하였다. 그 전까지 그는 5년동안 SV 마테어스부르크에서 활약하였다.

## 국가대표 경력
그는 2006년 5월, 크로아티아와의 친선 경기에서 데뷔경기를 치렀다. 그 후, 그는 자국에서 열린 UEFA 유로 2008의 스쿼드에 포함되었지만, 독일과의 조별리그 3차전 경기에서만 뛰었다.